# Windlast
Die Windlast gehört zu den klimatisch bedingten veränderlichen Einwirkungen auf Bauwerke oder Bauteile. Sie ergibt sich aus der Druckverteilung um ein Bauwerk, welches einer Windströmung ausgesetzt ist.
Die Windlast wirkt im Allgemeinen als Flächenlast senkrecht zur Angriffsfläche und setzt sich vor allem aus Druck- und Sogwirkungen zusammen. So entsteht bei einem Bauwerk an den frontal angeströmten Flächen durch die Strömungsverlangsamung ein Überdruck (Winddruck). Im Bereich der Dach- und Seitenflächen löst sich die Luftströmung an den Gebäudekanten ab und bewirkt dort einen Unterdruck (Windsog). Durch den Nachlaufwirbel wird an der Gebäuderückseite ebenfalls ein Unterdruck erzeugt.

## Statische Windlast
In den Normen werden die Windlasten in Rechenwerte zur Ermittlung der Tragwerkssicherheit überführt. Dabei wird aufgrund der starken zeitlichen und räumlichen Schwankungen der ausgeprägt stochastische Charakter beachtet.

### Standort
Maßgebenden Einfluss auf die Größe der Windlasten hat der Standort mit dem lokalen Windklima und der Topographie.

#### Windklima
Das Windklima wird z. B. in den Normen Eurocode 1 (EN 1991-1-4) oder DIN 1055-4 durch eine Windzonenkarte erfasst, welche zeitlich gemittelte maßgebende Windgeschwindigkeiten für verschiedene geographische Regionen angibt.
| Windzone | Windgeschwindigkeit {\displaystyle v_{\text{ref}}\,\left[\mathrm {\tfrac {m}{s}} \right]} | Geschwindigkeitsdruck {\displaystyle q_{\text{ref}}\,\left[\mathrm {\tfrac {kN}{m^{2}}} \right]} |
| -------- | ----------------------------------------------------------------------------------------- | ------------------------------------------------------------------------------------------------ |
| 1        | 22,5                                                                                      | 0,32                                                                                             |
| 2        | 25,0                                                                                      | 0,39                                                                                             |
| 3        | 27,5                                                                                      | 0,47                                                                                             |
| 4        | 30,0                                                                                      | 0,56                                                                                             |

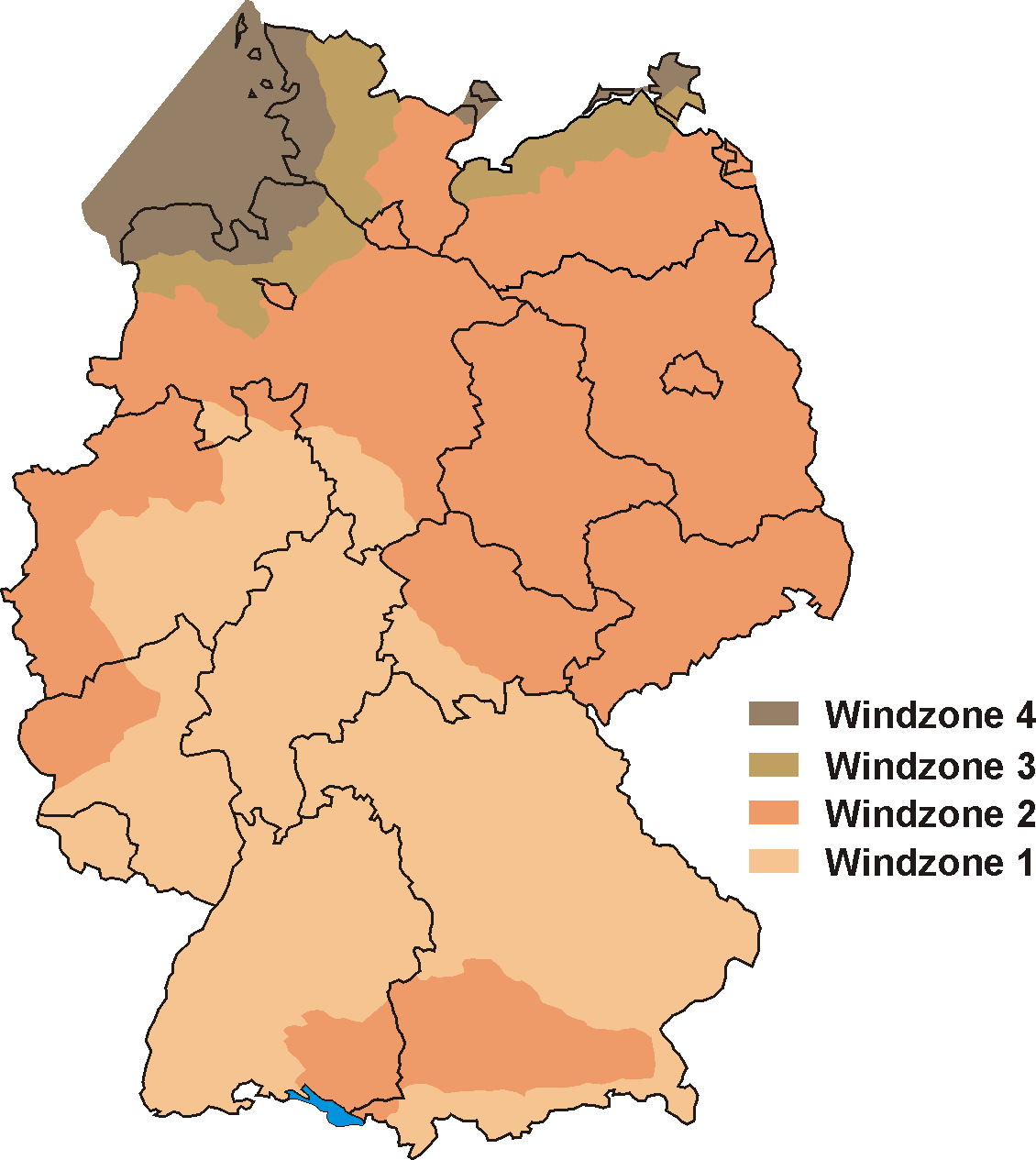
Windzonen in Deutschland

Die Werte gelten für eine Mittelung über einen Zeitraum von 10 Minuten mit einer Überschreitenswahrscheinlichkeit innerhalb eines Jahres von 0,02 sowie für eine Höhe von 10 m über Grund in ebenem, offenen Gelände; bei sehr hohen Bauwerksstandorten sind die Windgeschwindigkeiten entsprechend anzupassen.
Der Bezugsstaudruck {\displaystyle q_{\text{ref}}} wird ermittelt aus dem Grundwert der Bezugswindgeschwindigkeit {\displaystyle v_{\text{ref}}} in 10 m Höhe mit einer Luftdichte {\displaystyle \rho =1{,}25\,\mathrm {\tfrac {kg}{m^{3}}} }:
{\displaystyle q_{\text{ref}}={\frac {\rho }{2}}\cdot v_{\text{ref}}^{2}} (vgl. die Formel für die kinetische Energie)
bzw. als Größengleichung mit {\displaystyle v_{\text{ref}}} in {\displaystyle \mathrm {\tfrac {m}{s}} } und {\displaystyle q_{\text{ref}}} in {\displaystyle \mathrm {\tfrac {kN}{m^{2}}} }:
{\displaystyle q_{\text{ref}}={\frac {v_{\text{ref}}^{2}}{1600}}}

#### Topographie
Die Topographie und Beschaffenheit des Geländes, welches den Bauwerksstandort umgibt, werden in den Normen durch Geländekategorien erfasst.

### Bauwerksgeometrie

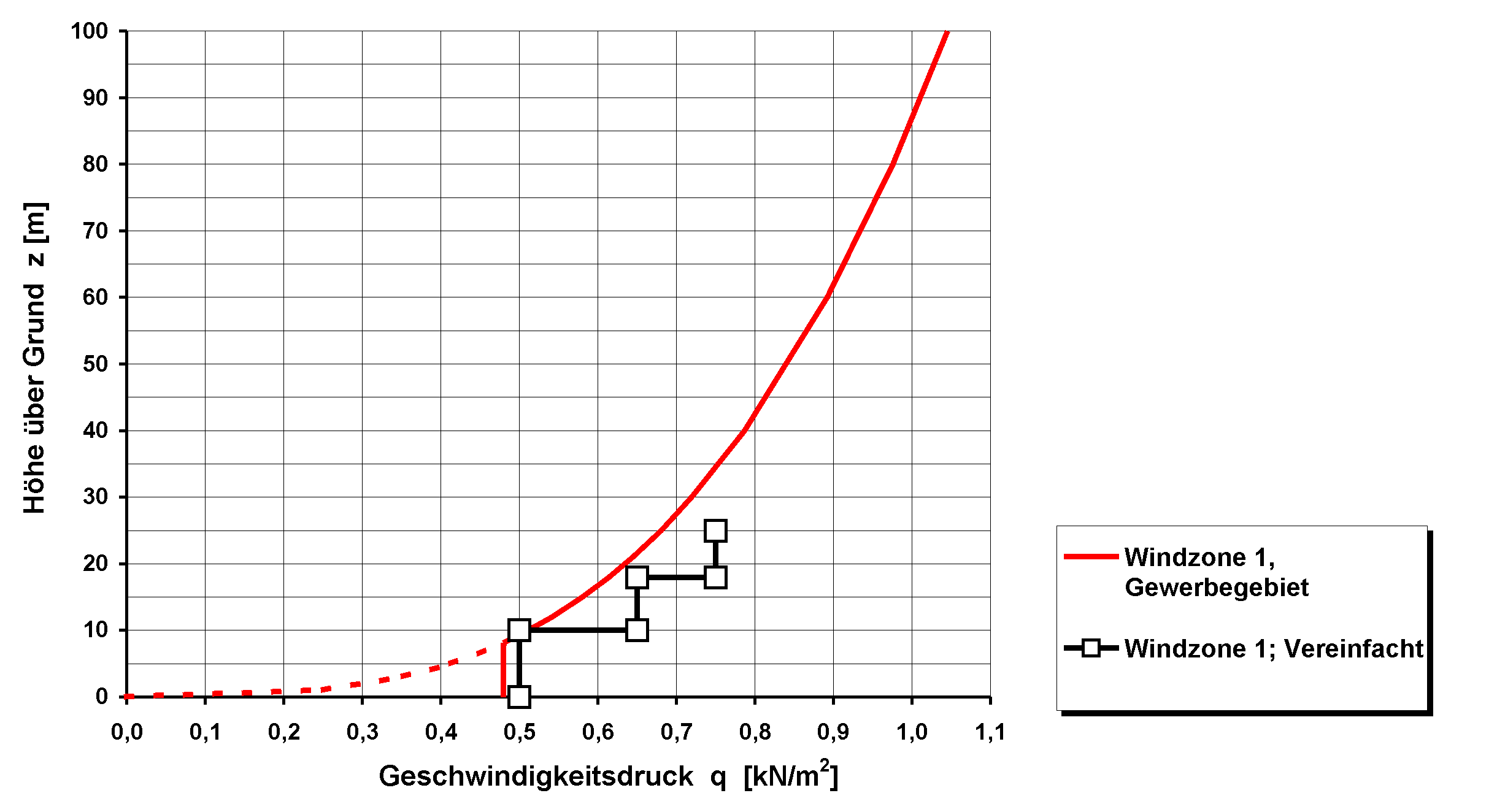
Geschwindigkeitsdruck über die Höhe nach DIN 1055-4:2005-03

Weitere wichtige Einflussfaktoren ergeben sich aus der Geometrie des Bauwerkes oder Bauteils.
So ist die Windgeschwindigkeit an der Erdoberfläche praktisch Null und nimmt mit zunehmendem Abstand von der Erdoberfläche, also mit der Gebäudehöhe, zu. Für einfache Fälle ist in der Tabelle 2 der DIN 1055-4 der Geschwindigkeitsdruck {\displaystyle q} für Bauwerkshöhen bis 25 Meter zusammengestellt.
Neben der Gebäudehöhe beeinflusst die geometrische Form die Größenordnung der Druck- und Sogkräfte, was mit aerodynamischen Beiwerten berücksichtigt wird (s. u. Windkraft).
Der Parameter Bauwerksgeometrie kann, sofern keine in den Normen dokumentierten Erfahrungswerte vorliegen, durch Windkanalversuche erfasst werden, evtl. zusammen mit dem Einfluss der örtlichen Bebauung.

### Windkraft
Die resultierende Windkraft auf ein Bauwerk oder Bauteil ergibt sich aus dem Produkt von Geschwindigkeitsdruck bzw. Windlast, Bauwerksflächen und aerodynamischen Kraftbeiwerten.
Diese Kraftbeiwerte können für Druck theoretisch maximal +1,0 betragen (Windgeschwindigkeit vor der angeströmten Fläche ist Null), schwanken aber meist zwischen +0,6 und +0,8; die Kraftbeiwerte für Sog sind in ihrer Größenordnung physikalisch nicht begrenzt und können lokal im Bereich von Dachkanten z. B. −2,0 oder weniger betragen. Insbesondere die Sogkräfte sind meist für Windschäden an Bauwerken verantwortlich.
Zum Beispiel sind Lärmschutzwände in Deutschland gemäß den Vorgaben der Straßenbauverwaltungen für eine Windlast bzw. einen Geschwindigkeitsdruck von mindestens {\displaystyle 1{,}45\,\mathrm {\tfrac {kN}{m^{2}}} } zu berechnen, was anschaulich ungefähr einem Flächengewicht von {\displaystyle 145\,\mathrm {\tfrac {kg}{m^{2}}} } entspricht.

## Windinduzierte Schwingungen
Die in den Normen angegebenen Windlasten sind statische Ersatzlasten für steife Bauwerke.
Bei weichen Bauwerken wie Hängebrücken kann es zwischen dem Wind und dem Bauwerk zu einer dynamischen Wechselwirkung in Form von Schwingungen kommen (vgl. Tacoma Narrows Bridge). Hier sind meist Windkanalversuche zur richtigen Erfassung des Windes als Einwirkung auf das Tragwerk erforderlich.